# U-39 (1938)
| U-39                                                       | U-39 | U-39 |
| ---------------------------------------------------------- | --- | --- |
|                                                            | | |
|                                                            | | |
| Зображення підводного човна U-37, аналогічного з U-39 типу | | |
| Під прапором                                               | Третій Рейх | Третій Рейх |
| Спуск на воду                                              | 22 вересня 1938 року | 22 вересня 1938 року |
| Виведений зі складу флоту                                  | 10 грудня 1938 року | 10 грудня 1938 року |
| Сучасний статус                                            | 14 вересня 1939 року затоплений у Північній Атлантиці західніше Гебридських островів глибинними бомбами британських есмінців «Фоксхаунд», «Фокнор» і «Файрдрейк»  | 14 вересня 1939 року затоплений у Північній Атлантиці західніше Гебридських островів глибинними бомбами британських есмінців «Фоксхаунд», «Фокнор» і «Файрдрейк»  |
| Проєкт                                                     | | |
| Тип ПЧ                                                     | Торпедний ДПЧ | Торпедний ДПЧ |
| Розробник проєкту                                          | Deutsche Schiff- und Maschinenbau, AG Weser, Бремен | Deutsche Schiff- und Maschinenbau, AG Weser, Бремен |
| Основні характеристики                                     | | |
| Швидкість (надводна)                                       | 18,2 вузла | 18,2 вузла |
| Швидкість (підводна)                                       | 7,7 вузла | 7,7 вузла |
| Робоча глибина занурення                                   | 100 м | 100 м |
| Гранична глибина занурення                                 | 220 м | 220 м |
| Автономність плавання                                      | 78 миль (144 км) на швидкості 4 вузли (7,4 км/год) (у підводному положенні) 10 500 миль (19 400 км) на швидкості 10 вузлів (18,6 км/год) (у надводному положенні) | 78 миль (144 км) на швидкості 4 вузли (7,4 км/год) (у підводному положенні) 10 500 миль (19 400 км) на швидкості 10 вузлів (18,6 км/год) (у надводному положенні) |
| Екіпаж                                                     | 48 осіб | 48 осіб |
| Розміри                                                    | | |
| Довжина найбільша (по КВЛ)                                 | 76,50 м | 76,50 м |
| Ширина корпусу найб.                                       | 5,85 м | 5,85 м |
| Висота                                                     | 9,4 м | 9,4 м |
| Середня осадка (по КВЛ)                                    | 4,70 м | 4,70 м |
| Водотоннажність надводна                                   | 1032 т | 1032 т |
| Озброєння                                                  | | |
| Артилерія                                                  | 1 × 88-мм палубна гармата SK C/35 | 1 × 88-мм палубна гармата SK C/35 |
| Торпедно- мінне озброєння                                  | 4 носових і два кормових ТА. 22 торпеди або 44 міни TMA чи 66 TMB                                                                                                 | 4 носових і два кормових ТА. 22 торпеди або 44 міни TMA чи 66 TMB                                                                                                 |
| ППО                                                        | 1 × 37-мм зенітна гармата SKC/30 2 × 20-мм зенітні гармати FlaK 30                                                                                                | 1 × 37-мм зенітна гармата SKC/30 2 × 20-мм зенітні гармати FlaK 30                                                                                                |

U-39 — німецький підводний човен типу IX A, що входив до складу крігсмаріне за часів  Другої світової війни. Закладений 2 червня 1937 року на верфі Deutsche Schiff- und Maschinenbau, компанії AG Weser у Бремені. Спущений на воду 22 вересня 1938 року, 10 грудня 1938 року корабель увійшов до складу ВМС нацистської Німеччини. Єдиним командиром човна був капітан-лейтенант Гергард Глаттес.
14 вересня 1939 року U-39 на 27 день свого першого походу невдало провів атаку британського авіаносця «Арк Роял» на Роколлі: всі 3 торпеди вибухнули на шляху до корабля. У відповідь есмінці ескорту «Фокнор», «Файрдрейк» і «Фоксхаунд» атакували U-39 глибинними бомбами. Пошкоджений човен сплив і британці відкрили по ньому вогонь, проте припинили атаку, коли побачили, що німці покидають човен. Усі 44 члени екіпажу захоплені в полон. U-39 став першим німецьким підводним човном, затопленим у роки війни.